# 细叶山艾
细叶山艾（学名：Artemisia morrisonensis）为菊科蒿属下的一个种。

## 扩展阅读
- 維基物種上的相關：细叶山艾